# Ruhrwehr Duisburg

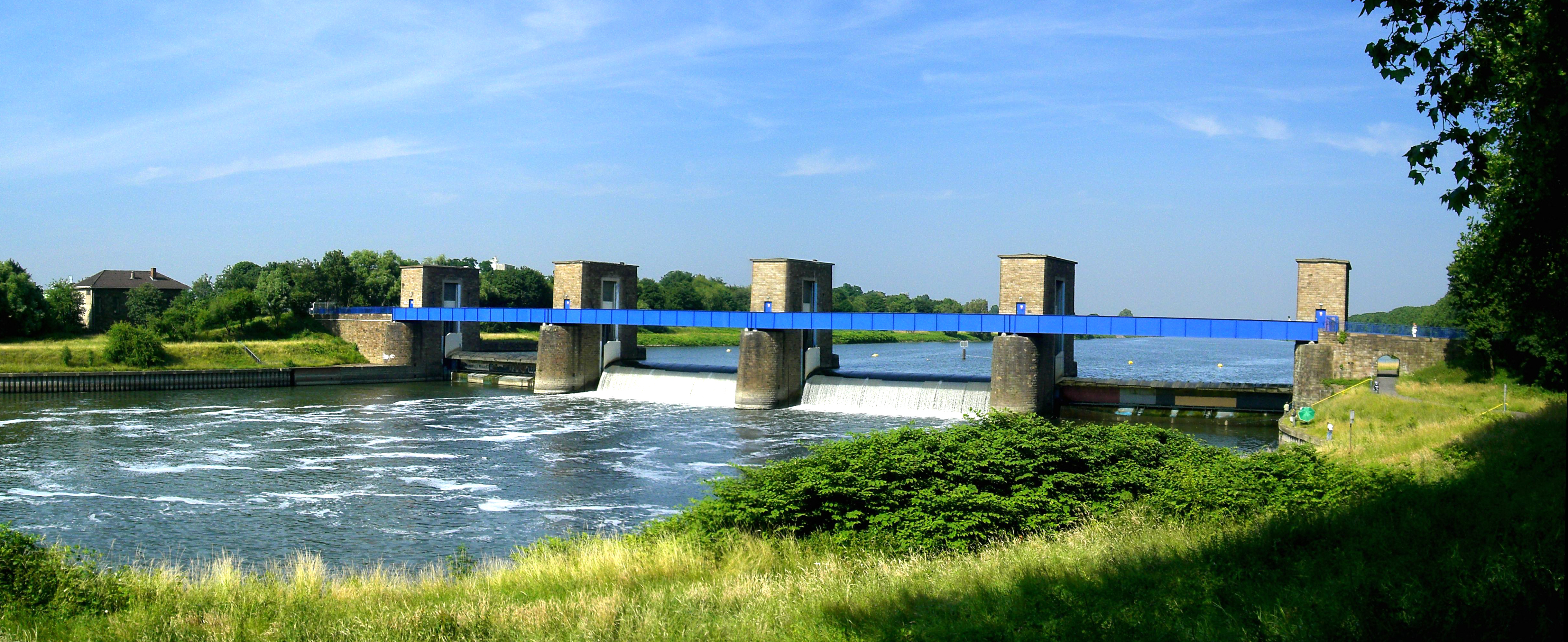
Ruhrwehr Duisburg

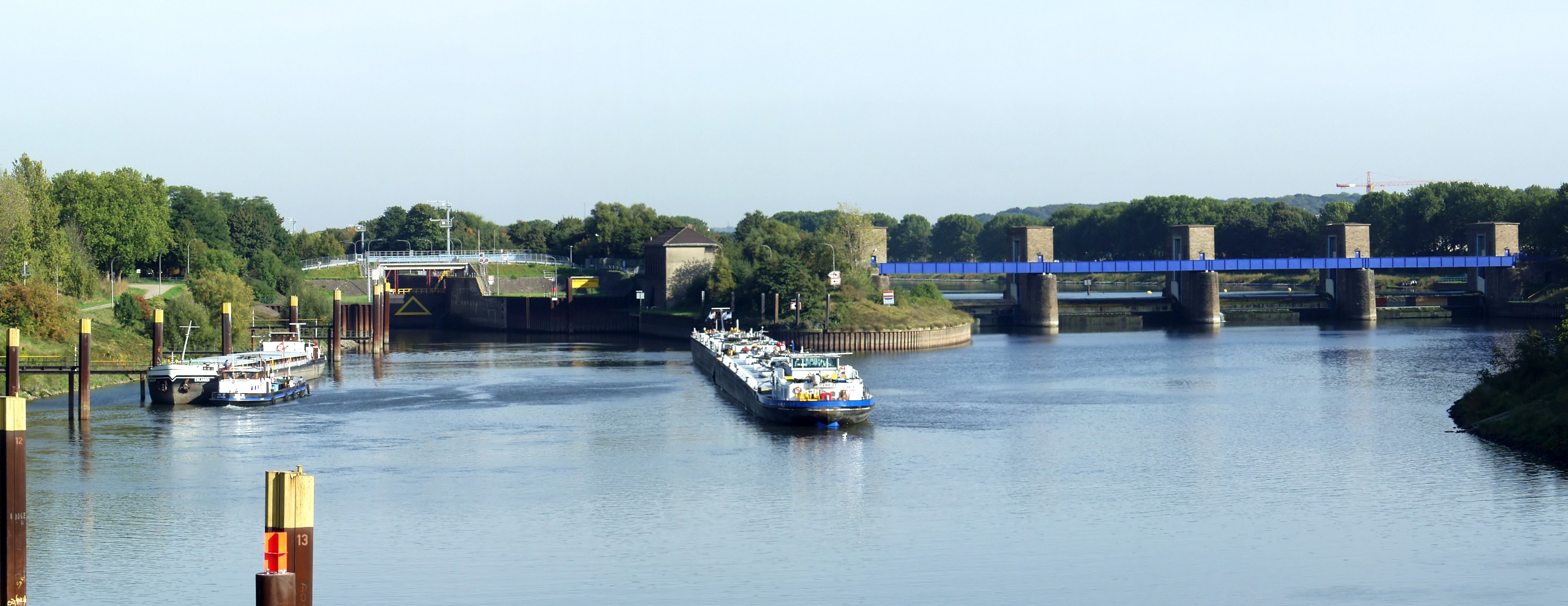
Schleuse, Rückpumpwerk Duisburg und Wehr

Das Ruhrwehr Duisburg ist ein Stauwehr an der Ruhr in Duisburg. Es befindet sich an der Ruhr 2,626 km vor der Mündung in den Rhein. Im Wasserstraßennetz von Duisburg sind die Ruhr, der Ruhrschifffahrtskanal und der Rhein-Herne-Kanal verbunden. Vom Rhein aus kann sowohl über die Ruhr und die hier befindliche Ruhrschleuse Duisburg als auch über den Hafenkanal und die Schleuse Meiderich flussaufwärts und kanalaufwärts gefahren werden.

## Stauwehr

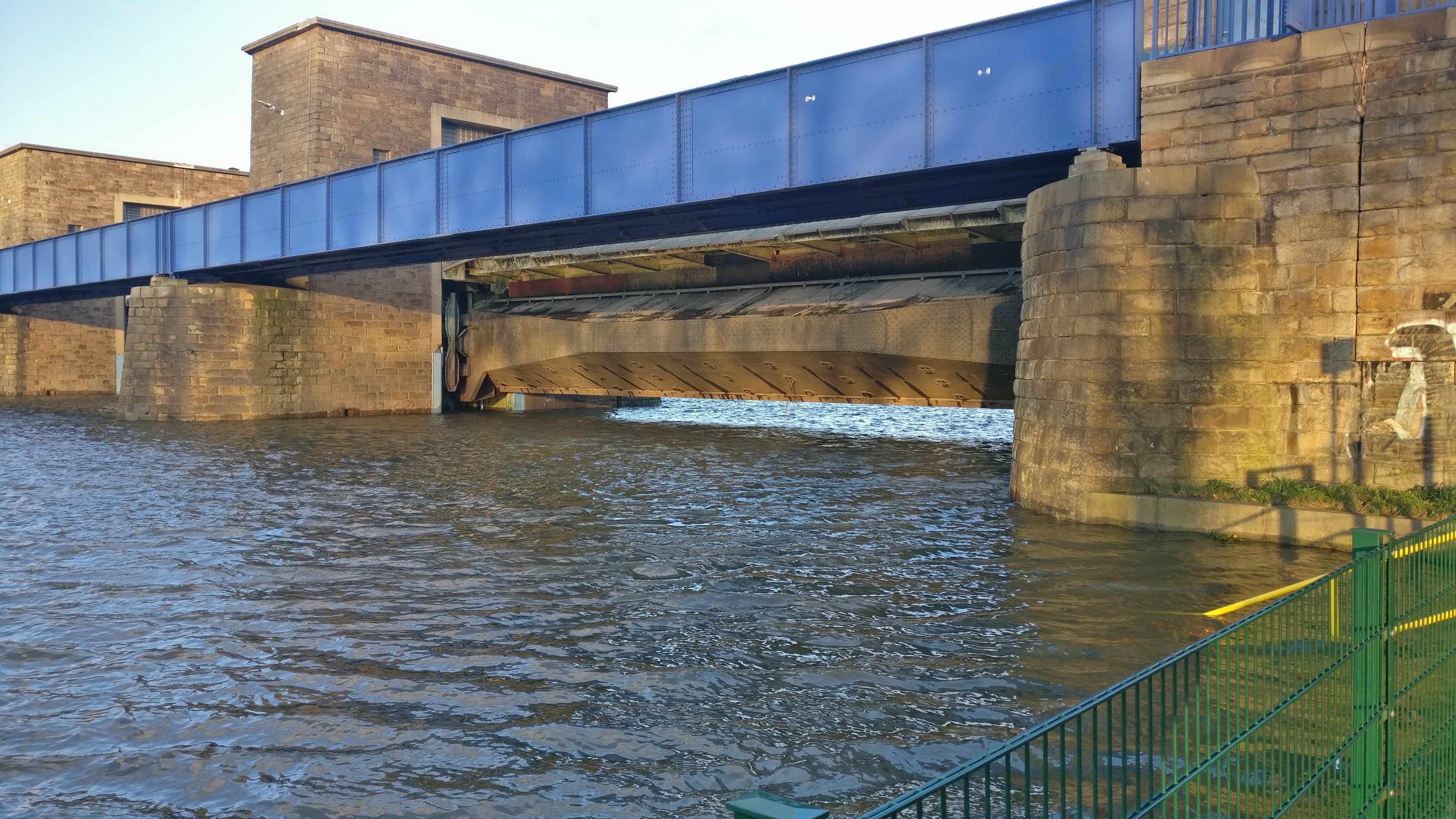
Kastenschütz Ruhrwehr Duisburg beim Hochwasser 2018 komplett gehoben. Pegel Ruhrort 928cm, 7. Januar 2018 14:00

Die Verschlüsse sind als Doppelschützwehr konzipiert und bestehen je Wehröffnung aus zwei Stauwänden, wobei der obere Wehrkörper als Hakenschütz und der untere als Kastenschütz ausgebildet ist. Beide Stauwände können weitestgehend unabhängig voneinander betrieben werden. Die Anlage mit einer Gesamtbreite von 150,88 Meter besitzt vier Wehröffnungen mit je einer lichten Breite von 30 Metern.
Das angestrebte Stauziel bei Normalwasserstand liegt bei 25,00 m über Normalnull. Der Wasserstand der Haltung Duisburg/Mülheim kann durch den Rhein nur beeinflusst werden, wenn dieser durch extreme Hochwasser anschwillt. In diesem Fall werden die Wehrkörper aus dem Wasser herausgefahren, um einen ungehinderten Abfluss zu gewährleisten und um Beschädigungen an den Verschlüssen durch massives Treibgut und Geschwemmsel zu vermeiden.

## Schleuse
Siehe: Ruhrschleuse Duisburg

## Rückpumpwerk Duisburg (außer Betrieb)
Das Rückpumpwerk der Staustufe war das erste der acht Rückpumpwerke der Ruhr und befindet sich heute noch auf der Insel zwischen Schleuse und Wehr. Die Pumpen mit einer Motorenleistung von 710 Kilowatt und einer Förderleistung von 5.000 Liter pro Sekunde konnten im Bedarfsfall das Wasser 7,30 Meter hoch zurück ins Oberwasser pumpen. Nach dem Stilllegen der Anlage wurden die Pumpen und die elektrische Anlage zurückgebaut. Teile einer Pumpe sind gegenüber dem noch vorhandenen Betriebsgebäude ausgestellt.
Position: 51° 26′ 41,9″ N, 6° 45′ 15,6″ O.

## Rückpumpwerk Duisburg-Meiderich (in Betrieb)

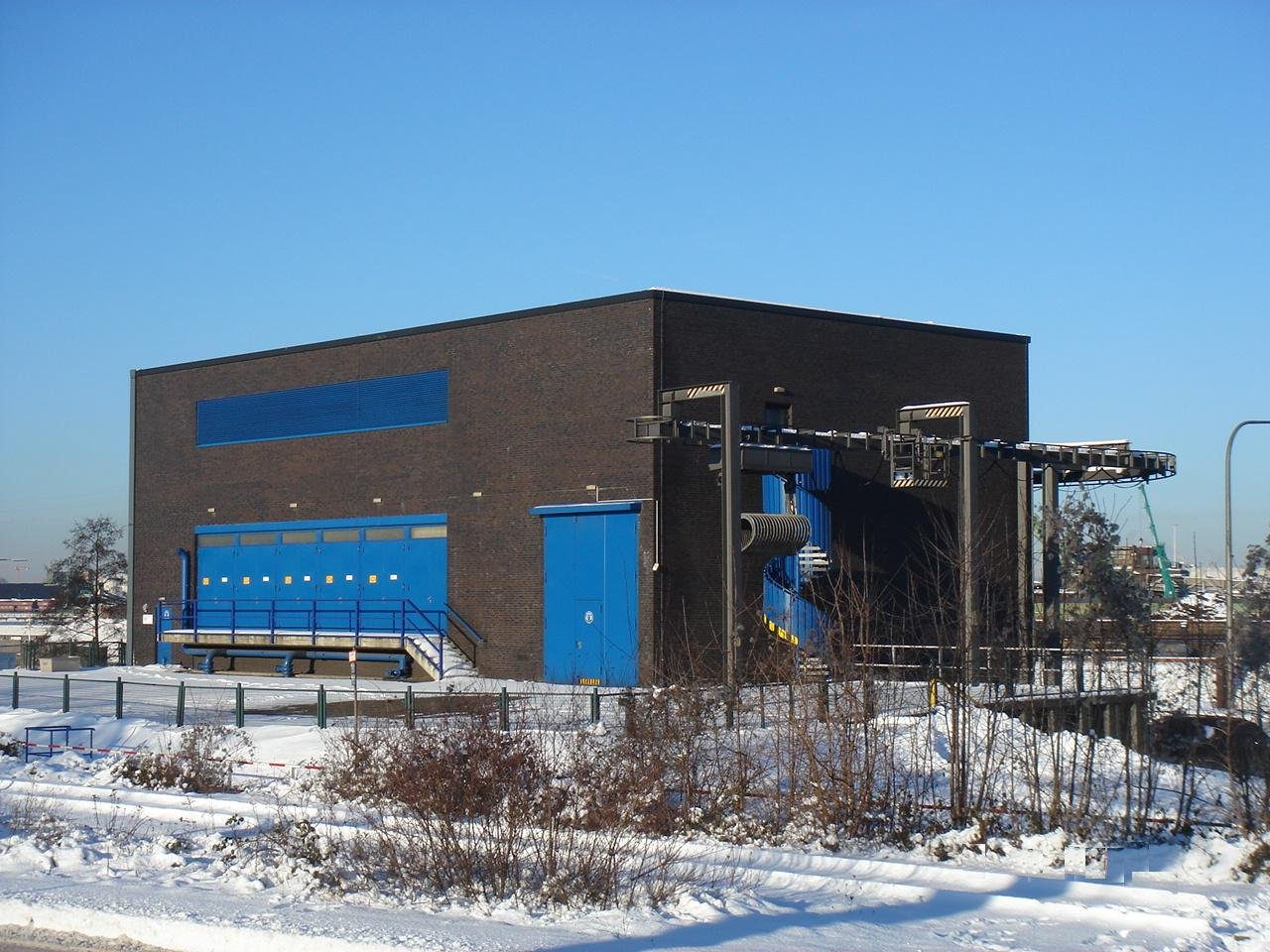
Pumpwerk Duisburg-Meiderich Gesamtansicht

Das neue Pumpwerk Duisburg-Meiderich liegt am Rhein-Herne-Kanal km 0,135 in unmittelbarer Nähe der Duisburger Häfen. Die Anlage wurde Anfang der 1980er Jahre im Zuge des Neubaus der Eingangsschleuse Duisburg-Meiderich, am Beginn des Rhein-Herne-Kanals, ebenfalls neu erbaut. Es ersetzt das Pumpwerk Duisburg, welches Ende der 1990er Jahre außer Betrieb genommen wurde.
Das Pumpwerk dient in erster Linie der Wasserbewirtschaftung der Haltung Duisburg/Oberhausen (RHK) und der Haltung Duisburg/Mülheim (Ruhr). Es spielt im Vergleich zu anderen Pumpwerken nur eine untergeordnete Rolle, da die Haltungen im Wesentlichen durch den Fluss Ruhr gespeist werden.
Position: 51° 26′ 56,5″ N, 6° 45′ 58,7″ O.

## Energiegewinnung
Die Stadtwerke Duisburg planten seit 2012 ein Wasserkraftwerk am Ruhrwehr, aber inzwischen wurde dieses Projekt eingestellt.

## Ökologische Durchgängigkeit
Ein Beckenpass ermöglicht nicht die gewünschte Ökologische Durchgängigkeit für Wasserlebewesen. Mit Stand 2010 hieß es: „schaffen es Lachse nur, wenn sie die seltenen Gelegenheiten einer geöffneten Schleuse an der Rhein-Ruhr-Verbindung in Duisburg nutzen.“